# Classici (Oscar Mondadori) dal 401 al 500
|  | I 100 precedenti: Classici (Oscar Mondadori) dal 301 al 400 |

## Dal n. 401 al n. 500
| Numero | Titolo | Autore                                          |
| ------ | --- | ----------------------------------------------- |
| 401    | Da Quarto al Volturno. Noterelle d'uno dei Mille                                                                         | Giuseppe Cesare Abba                            |
| 402    | Béatrix | Honoré de Balzac                                |
| 403    | La saga degli uomini delle Orcadi                                                                                        | a cura di Marcello Meli                         |
| 404    | Poesie, I. Myricae - Primi poemetti                                                                                      | Giovanni Pascoli                                |
| 405    | Manas: l'epopea del popolo della steppa                                                                                  | a cura di Arnaldo Alberti e Begaim Nasserdinova |
| 406    | Mary Barton. Racconto di vita a Manchester                                                                               | Elizabeth Gaskell                               |
| 407    | Ninfale fiesolano | Giovanni Boccaccio                              |
| 408    | Le anime morte | Nikolaj Gogol'                                  |
| 409    | Il diavolo zoppo | Luis Vélez de Guevara                           |
| 410    | Bruges la morta | Georges Rodenbach                               |
| 411    | Saggi | Fëdor Dostoevskij                               |
| 412    | Fiabe | Clemens Brentano                                |
| 413    | Haiku. Il fiore della poesia giapponese da Bashō all'Ottocento                                                           | a cura di Elena Dal Pra                         |
| 414    | La saga di Egill | a cura di Marcello Meli                         |
| 415    | Aforismi sulla saggezza del vivere                                                                                       | Arthur Schopenhauer                             |
| 416    | Sonetti | Luis de Góngora                                 |
| 417    | La saga di Njáll | a cura di Marcello Meli                         |
| 418    | Lord Jim | Joseph Conrad                                   |
| 419    | Poesie, II. Nuovi poemetti - Canti di Castelvecchio - Odi e inni                                                         | Giovanni Pascoli                                |
| 420    | L'ultimo uomo | Mary Shelley                                    |
| 421    | Poesie | Emily Brontë                                    |
| 422    | Michael Kohlhaas | Heinrich von Kleist                             |
| 423    | Polikuška e altri racconti                                                                                               | Lev Tolstoj                                     |
| 424    | Viaggio intorno alla mia camera                                                                                          | Xavier de Maistre                               |
| 425    | Poesie | Robert Louis Stevenson                          |
| 426    | Poesie, III. Poemi conviviali - Poemi italici e Canzoni di re Enzio Poemi del Risorgimento - Inno a Roma - Inno a Torino | Giovanni Pascoli                                |
| 427    | |                                                 |
| 428    | Lirici della scapigliatura                                                                                               | a cura di Gilberto Finzi                        |
| 429    | Osservazioni sulla morale cattolica                                                                                      | Alessandro Manzoni                              |
| 430    | I quattro libri russi di lettura e altri racconti                                                                        | Lev Tolstoj                                     |
| 431    | I segreti della principessa di Cadignan                                                                                  | Honoré de Balzac                                |
| 432    | La falsa amante | Honoré de Balzac                                |
| 433    | Vittoria: racconto delle isole                                                                                           | Joseph Conrad                                   |
| 434    | I misteri di Udolpho | Ann Radcliffe                                   |
| 435    | Poesie e prose | Jules Laforgue                                  |
| 436    | Pierre de Ronsard fra gli astri della Pléiade                                                                            | a cura di Maria Luisa Spaziani                  |
| 437    | Le notti rivoluzionarie                                                                                                  | Rétif de la Bretonne                            |
| 438    | Racconti popolari e altri racconti                                                                                       | Lev Tolstoj                                     |
| 439    | Odissea | Omero                                           |
| 440    | La linea d'ombra | Joseph Conrad                                   |
| 441    | Canzoni | Giacomo Leopardi                                |
| 442    | L'uomo che ride | Victor Hugo                                     |
| 443    | Upaniṣad: Bṛhadāraṇyaka - Chāndogya                                                                                      | a cura di Marcello Meli                         |
| 444    | Poesie, IV. Poesie varie, traduzioni e riduzioni                                                                         | Giovanni Pascoli                                |
| 445    | Benito Cereno - Daniel Orme - Billy Budd                                                                                 | Herman Melville                                 |
| 446    | Rime | Michelangelo Buonarroti                         |
| 447    | Il negro del "Narciso"                                                                                                   | Joseph Conrad                                   |
| 448    | Sogno di una notte di mezza estate                                                                                       | William Shakespeare                             |
| 449    | Il vero libro di Nan-hua                                                                                                 | Chuang-Tzu                                      |
| 450    | Con gli occhi dell'occidente                                                                                             | Joseph Conrad                                   |
| 451    | Filocolo | Giovanni Boccaccio                              |
| 452    | Sogni e visioni | Jean Paul                                       |
| 453    | |                                                 |
| 454    | L'ultimo giorno di un condannato a morte                                                                                 | Victor Hugo                                     |
| 455    | La morte di Ivan Il'ič e altri racconti                                                                                  | Lev Tolstoj                                     |
| 456    | L'usignolo e la rosa e altri racconti                                                                                    | Oscar Wilde                                     |
| 457    | L'angelo sigillato - L'ebreo in Russia                                                                                   | Nikolaj Leskov                                  |
| 458    | |                                                 |
| 459    | Nelle steppe di Astrakan e del Caucaso 1797-98                                                                           | Jan Potocki                                     |
| 460    | Lazarillo de Tormes | a cura di Lucio D'Arcangelo                     |
| 461    | Le allegre comari di Windsor                                                                                             | William Shakespeare                             |
| 462    | Memorie di un cavaliere                                                                                                  | Daniel Defoe                                    |
| 463    | Rime | Giovanni Boccaccio                              |
| 464    | Il Libro della scala di Maometto                                                                                         | a cura di Carlo Saccone                         |
| 465    | Autobiografia di un genio: Lettere, pensieri, diari                                                                      | Ludwig van Beethoven                            |
| 466    | Ballate liriche | William Wordsworth Samuel Taylor Coleridge      |
| 467    | Il verbo degli uccelli                                                                                                   | Farīd ad-dīn ʻAṭṭār                             |
| 468    | Vita nova | Dante Alighieri                                 |
| 469    | Timore e tremore | Søren Kierkegaard                               |
| 470    | Esercizi spirituali | Ignacio de Loyola                               |
| 471    | La sonata a Kreutzer | Lev Tolstoj                                     |
| 472    | Cuore di tenebra | Joseph Conrad                                   |
| 473    | Agnes Grey | Anne Brontë                                     |
| 474    | Bhagavad gītā | a cura di Marcello Meli                         |
| 475    | Diari intimi | Charles Baudelaire                              |
| 476    | Tutto è bene quel che finisce bene                                                                                       | William Shakespeare                             |
| 477    | Discorso sul metodo | Cartesio                                        |
| 478    | Peter Pan | James Matthew Barrie                            |
| 479    | Il ritorno del nativo | Thomas Hardy                                    |
| 480    | Michele Strogoff | Jules Verne                                     |
| 481    | Armance | Stendhal                                        |
| 482    | Madame Bovary | Gustave Flaubert                                |
| 483    | Cime tempestose | Emily Brontë                                    |
| 484    | Le avventure di Tom Sawyer                                                                                               | Mark Twain                                      |
| 485    | Addio | Honoré de Balzac                                |
| 486    | Aforismi | Oscar Wilde                                     |
| 487    | La mite - Il sogno di un uomo ridicolo                                                                                   | Fëdor Dostoevskij                               |
| 488    | Il giocatore | Fëdor Dostoevskij                               |
| 489    | Aut Aut | Søren Kierkegaard                               |
| 490    | Notre-Dame de Paris | Victor Hugo                                     |
| 491    | La freccia nera | Robert Louis Stevenson                          |
| 492    | Il principe | Niccolò Machiavelli                             |
| 493    | Il mercante di Venezia                                                                                                   | William Shakespeare                             |
| 494    | Le pietre di Venezia | John Ruskin                                     |
| 495    | Il giornalino di Gian Burrasca                                                                                           | Vamba                                           |
| 496    | Vedute di Roma | Giovanni Battista Piranesi                      |
| 497    | Bel Ami | Guy de Maupassant                               |
| 498    | Il richiamo della foresta                                                                                                | Jack London                                     |
| 499    | Ventimila leghe sotto i mari                                                                                             | Jules Verne                                     |
| 500    | Il principe felice e altre storie                                                                                        | Oscar Wilde                                     |

|  | I 100 successivi: Classici (Oscar Mondadori) dal 501 al 600 |